# Sowerbyella parvispora
Sowerbyella parvispora är en svampart som först beskrevs av Trigaux, och fick sitt nu gällande namn av J. Moravec 1986. Sowerbyella parvispora ingår i släktet Sowerbyella och familjen Pyronemataceae.   Inga underarter finns listade i Catalogue of Life.